# استان اوئسکا

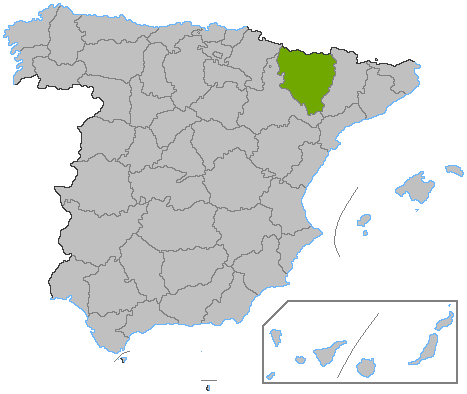
استان اوئسکا

اوئسکا (به اسپانیایی: Huesca) استانی در شمال شرق اسپانیا، در شمال بخش خودمختار آراگون است. این استان هم‌مرز با استان‌های لیدا، ساراگوسا، نابارا و کشور فرانسه است.
مرکز استان شهر اوئسکا است. ۲۱۸٬۰۲۳ نفر (۲۰۰۶) در اوئسکا زندگی می‌کنند که از این میان یک پنجم در شهر اوئسکا ساکن هستند. مساحت استان ۱۵٬۶۳۶ کیلومتر مربع است و ۲۰۲ دهستان دارد.